# Hotel Orel, Maribor
Hotel Orel je mestni hotel s tremi zvezdicami in leži sredi starega mestnega jedra Maribor.

## Zgodovina
Hotel Orel stoji na mestu, kjer je v 18. stoletju stala gostilna Pri črnem Orlu. Jedro sedanjega hotela je bilo postavljeno leta 1928, v nadzidanem delu gostilne. Stavba, kjer je sedaj hotel Orel, pa je bila zgrajena leta 1969. V letu 1989 je bil povezan s tedanjim hotelom Zamorc (sedaj imenovan Uni hotel). Stari del stavbe je bil prodan leta 2006 in v njem je v letu 2007 nastal trgovski center. Zadnja obnova hotela Orel je bila leta 2006 v sodoben mestni hotel.
Hotel Zamorc oz. Uni hotel je stara neorenesančna zgradba iz leta 1897 (arh. Adolf Baltzer). Po združitvi s hotelom Orel in prenovi, je bilo notranje dvorišče zgradbe predelano v zimski vrt z restavracijo. Po zadnji obnovi leta 1998 je bil hotel preimenovan v Uni rezidenčni hotel.

## Ponudba
Hotel Orel nudi 71 sob (25 enoposteljnih sob, 20 dvoposteljnih sob z dodatnim ležiščem, 18 dvoposteljnih twin sob, 18 dvoposteljnih twin sob, 2 družinski dvoposteljni sobi) in 2 apartmaja. Hotel Uni pa ima na voljo 53 sob (enoposteljne, dvoposteljne in troposteljne sobe) oz. 84 ležišč.